# Gerboise blanche
Pour les articles homonymes, voir Gerboise.
Gerboise blanche est le nom de code du second essai nucléaire français tiré le 1er avril 1960 au Centre saharien d’expérimentation militaire (CESM) de Reggane, en Algérie française. La gerboise est un petit rongeur vivant sur les sols sablonneux du désert.
Son nom de code fait référence à la gerboise, un petit rongeur des steppes, et à la couleur blanche, qui symbolise la deuxième couleur du drapeau français sur un axe gauche-droite.

## Déroulement de l'essai
Gerboise blanche fut tirée au point 26° 09′ 58″ N, 0° 06′ 09″ O, sur un socle de béton au niveau du sol, à environ quinze kilomètres au sud des installations principales des autres tirs, en raison des risques supposés nettement plus importants de pollution du site. La bombe A au plutonium était posée à environ un mètre du sol (rocailleux aplani), et elle dégagea environ 4 kilotonnes.